# Joannes Hovillander
Joannes Hovillander, född 2 april 1603 i Västra Eneby socken, Östergötland, död 22 februari 1661 i Törnevalla socken, Östergötland, var en svensk kyrkoherde i Törnevalla socken och kontraktsprost i Åkerbo kontrakt. 

## Biografi
Joannes Hovillander föddes 2 april 1603 på Hovby i Västra Eneby socken. Han var son till Per Jönsson och Ingrid Hemmingsdotter. Hovillander blev 1634 student vid Uppsala universitet och prästvigdes 6 oktober 1637. Han blev 1644 komminister i Törnevalla socken och blev 1656 kyrkoherde i församlingen. År 1659 blev han kontraktsprost i Åkerbo kontrakt. Han avled 22 februari 1661 i Törnevalla socken.
En gravsten efter Hovillander finns bevarad vid Törnevalla kyrkas ingång.

### Familj
Hovillander gifte sig med Brita Ask (död 1691). Hon var dotter till kyrkoherden Laurentius Ask och Anna Bothvidsdotter i Törnvalla socken. De fick tillsammans barnen Petrus Törnevall och Maria. Efter Hovillanders död gifte Brita Ask om sig med kyrkoherden Johannes Arendt i Törnvalla socken.